# Fricativa lateral alveolar sorda
La fricativa lateral alveolar sorda és un so consonàntic usat en diversos idiomes, com per exemple navaho, txuktxi, àvar, gal·lès, xosa i zulu. El seu símbol en l'Alfabet Fonètic Internacional és [ɬ].

## Característiques
Aquestes són les característiques de la fricativa alveolar sorda:
- El seu articulació és fricativa, la qual cosa significa que el seu so és produït en la boca per una turbulència de l'aire expulsat.
- El seu lloc d'articulació és alveolar, la qual cosa significa que s'articula bé amb la punta de la llengua - denominats respectivament apical i laminal- contra el vorell alveolar.
- La seva fonació és sorda, la qual cosa significa que les cordes vocals no vibren durant la seva articulació.
- És una consonant oral, la qual cosa significa que es permet que l'aire escapi a través de la boca i no a través del nas.
- Es tracta d'una consonant lateral, la qual cosa significa que el flux d'aire passa al llarg dels costats de la llengua, més que per la meitat de la llengua.
- El seu mecanisme de corrent d'aire és egressiu pulmònic, la qual cosa vol dir que s'articula exhalant aire des dels pulmons.

## Aparició

### Dental o denti-alveolar
| Llengua    | Llengua    | Mot   | AFI      | Significat           | Notes                                         |
| ---------- | ---------- | ----- | -------- | -------------------- | --------------------------------------------- |
| Mapudungun | Mapudungun | kagüḻ | [kɜˈɣɘɬ̪] | 'flegma que s'escup' | Interdental; possiblement és al·lòfon de /l̪/. |

### Alveolar
| Llengua         | Llengua             | Mot                  | AFI               | Significat           | Notes                                                                                  |
| --------------- | ------------------- | -------------------- | ----------------- | -------------------- | -------------------------------------------------------------------------------------- |
| Adigué          | Adigué              | плъыжь               | [pɬəʑ] (?·pàg.)   | 'vermell'            |                                                                                        |
| Ahtna           | Ahtna               | dzeł                 | [tsəɬ]            | 'muntanya'           |                                                                                        |
| Aleutià         | Dialecte atkanès    | hla                  | [ɬɑ]              | 'noi'                |                                                                                        |
| Amis            | Dialecte meridional | kudiwis              | [kuɬiwis]         | 'conill'             |                                                                                        |
| Àvar            | Àvar                | лъабго               | [ˈɬabɡo]          | 'tres'               |                                                                                        |
| Basay           | Basay               | lanum                | [ɬanum]           | 'aigua'              |                                                                                        |
| Amazic          | Aït Seghrouchen     | altu                 | [æˈɬʊw]           | 'encara no'          | Al·lòfon de /lt/                                                                       |
| Bunun           | Bunun               | ludun                | [ɬuɗun]           | 'muntanya'           |                                                                                        |
| Bura            | Bura                | [ exemple requerit ] |                   |                      | Contrasta amb [ɮ] i [ʎ̝̊].                                                               |
| Cherokee        | Alguns parlants     | ᎥᏝ                   | [ə̃ʔɬa]            | 'no'                 | Correspon a [tɬ] en el discurs de la majoria dels oradors                              |
| Chickasaw       | Chickasaw           | lhinko               | [ɬiŋko]           | 'ser gras'           |                                                                                        |
| Xinès           | Taixanès            | 三                   | [ɬam˧]            | 'tres'               |                                                                                        |
| Txuktxi         | Txuktxi             | ԓевыт                | [ɬeβət]           | 'cap'                |                                                                                        |
| Muskogi         | Muskogi             | rakkē                | [ɬakkiː]          | 'gran'               | Històricament es transcriu com a thl o tl                                              |
| Dahalo          | Dahalo              | [ʡáɬi]               | [ʡáɬi]            | 'gras'               |                                                                                        |
| Eyak            | Eyak                | qe'ł                 | [qʰɛʔɬ]           | 'dona'               |                                                                                        |
| Fali            | Fali                | [paɬkan]             | [paɬkan]          | 'espatlla'           |                                                                                        |
| Feroès          | Feroès              | hjálp                | [jɔɬp]            | 'ajudar'             |                                                                                        |
| Nenets del bosc | Nenets del bosc     | [xaɬʲu]              | [xaɬʲu]           | 'pluja'              | Nenets del bosc té tant plana /ɬ/ i palatalitzat /ɬʲ/                                  |
| Groenlandès     | Groenlandès         | illu                 | [iɬːu]            | 'casa'               | Realització de la geminada /l/                                                         |
| Hatza           | Hatza               | sleme                | [ɬeme]            | 'home'               |                                                                                        |
| Haida           | Haida               | tla'únhl             | [tɬʰʌʔʊ́nɬ]        | 'sis'                |                                                                                        |
| Hmong           | Hmong               | hli                  | [ɬi] (?·pàg.)     | 'lluna'              |                                                                                        |
| Islandès        | Islandès            | siglt                | [sɪɬt]            | 'han navegat'        |                                                                                        |
| Inuktitut       | Inuktitut           | akłak                | [akɬak]           | 'ós bru'             | Vegeu Fonologia de l'inuit                                                             |
| Kabardí         | Kabardí             | лъы                  | [ɬə] (?·pàg.)     | 'sang'               |                                                                                        |
| Kaska           | Kaska               | tsį̄ł                 | [tsʰĩːɬ]          | 'destral'            |                                                                                        |
| Ostiac          | Dialecte sugutic    | ԓӓпәт                | [ˈɬæpət]          | 'set'                | Contrasta amb la variant palatalitzada /ɬʲ/. Correspon a /l/ o /t/ en altres dialectes |
| Ostiac          | Dialecte kazym      | ԓапәт                | [ˈɬɑpət]          | 'set'                | Contrasta amb la variant palatalitzada /ɬʲ/. Correspon a /l/ o /t/ en altres dialectes |
| Mapudungun      | Mapudungun          | kaül                 | [kɜˈɘɬ]           | 'una cançó diferent' | Possible al·lòfon de /l/.                                                              |
| Mochica         | Mochica             | paxllær              | [paɬøɾ]           | 'mongeta de lima'    |                                                                                        |
| Moloko          | Moloko              | sla                  | [ɬa]              | 'vaca'               |                                                                                        |
| Nàhuatl         | Nàhuatl             | āltepētl             | [aːɬˈtɛpɛːt͡ɬ]     | 'ciutat'             | Al·lòfon de /l/                                                                        |
| Navaho          | Navaho              | łaʼ                  | [ɬaʔ]             | 'alguns'             | Vegeu fonologia del navaho                                                             |
| Nisga'a         | Nisga'a             | hloks                | [ɬoks]            | 'sol'                |                                                                                        |
| Noruec          | Trøndersk           | tatl / tasl          | [tʰɑɬ]            | 'sissiness'          | Vegeu fonologia noruega                                                                |
| Saaroa          | Saaroa              | rahli                | [raɬi]            | 'cap'                |                                                                                        |
| Sahaptin        | Sahaptin            | łp’úł                | [ˈɬpʼuɬ]          | 'llàgrimes'          |                                                                                        |
| Sandawe         | Sandawe             | lhaa                 | [ɬáː]             | 'cabra'              |                                                                                        |
| Sasserès        | Sasserès            | morthu               | [ˈmoɬtu] (?·pàg.) | 'mort'               |                                                                                        |
| Sesotho         | Sesotho             | ho hlahloba          | [ho ɬɑɬɔbɑ]       | 'per examinar'       | Vegeu fonologia del sesotho                                                            |
| St’át’imcets    | St’át’imcets        | lhésp                | [ɬə́sp]            | 'erupció'            |                                                                                        |
| Suec            | Jamtlàndic          | kallt                | [kaɬt]            | 'fred'               | Vegeu fonologia sueca                                                                  |
| Taos            | Taos                | [ɬìˈwēnæ]            | [ɬìˈwēnæ]         | 'dona'               | Vegeu fonologia del taos                                                               |
| Tera            | Tera                | tleebi               | [ɬè̞ːbi]           | 'side'               |                                                                                        |
| Thao            | Thao                | kilhpul              | [kiɬpul]          | 'estrella'           |                                                                                        |
| Tlingit         | Tlingit             | lingít               | [ɬìnkít]          | 'persona; Tlingit'   |                                                                                        |
| Tsez            | Tsez                | лъи                  | [ɬi] (?·pàg.)     | 'aigua'              |                                                                                        |
| Gal·lès         | Gal·lès             | llall                | [ɬaːɬ]            | '(l') altre'         | Vegeu fonologia gal·lesa                                                               |
| Idioma yi       | Idioma yi           | ꆧꁨ hlop-bbop       | [ɬo˧˩bo˧˩]        | 'lluna'              |                                                                                        |
| Zulu            | Zulu                | isihlahla            | [isiˈɬaːɬa]       | 'arbre'              |                                                                                        |
| Zuni            | Zuni                | asdemła              | [ʔastemɬan]       | 'deu'                |                                                                                        |

### Llengües semítiques
El so es conjectura com un fonema per al protosemític, normalment transcrit com a ś; va desenvolupar al [ʃ] en àrab i al [s] en hebreu:
| Protosemític | Accadi | Àrab | Àrab | Fenici | Fenici | Hebreu | Hebreu | Arameu | Arameu | Gueez | Gueez |
| ------------ | ------ | ---- | ---- | ------ | ------ | ------ | ------ | ------ | ------ | ----- | ----- |
| ś            | s̠      | ش    | š    | 𐤔      | š      | שׂ      | s      | ܫ      | s      | ሠ     | ś     |

Entre les llengües semítiques, el so encara existeix en Socotrià contemporani i Mahri. En gueez, està escrit mitjançant la lletra Śawt.